# Тараданово (обгонный пункт)
Тараданово — железнодорожный обгонный пункт Западно-Сибирской железной дороги.

## Описание
Расположен на территории леса к северо-западу от одноимённой деревни. Находится на линии между остановочными пунктами Родина и Клыгино на расстоянии 268 км от обгонного пункта Осолодино и в 122 км от станции Среднесибирская.

## История
Станция начал работу в 1962 году. После начала движения по участку от станции Карасук до Среднесибирской находилась крайне близко к реке Обь (в этом месте располагалась излучина). Высота крутого берега доходила вплоть до 50 метров, происходили оползни и обвалы. Через года из-за подмывания берега происходили серъёзные обрушения, в результате которых станция оказалась практически на берегу. Это создавало небезопасные условия для поездов, после чего руководством дороги было решено переместить обгонный пункт и железнодорожное полотно в лес. Часть путевого хозяйства и инфраструктуры, за исключением здания вокзала, жилищ железнодорожников и водонапорной башни, удалось перенести.
Станция Тараданово, куда ранее ходили пассажирские и грузовые (руда, уголь, зерновые культуры), ранее являлась значительным перевалочным пунктом Средсиба. На 2019 год характеризовалась как «станция-призрак»